# Élections législatives croates de 2016
Les élections législatives croates de 2016 (en croate : Hrvatski parlamentarni izbori 2016) se tiennent le dimanche 11 septembre 2016, afin d'élire les 151 députés de la 8e législature du Parlement pour un mandat de quatre ans.
Organisées seulement dix mois après le précédent scrutin, ces élections font suite à la rupture de la coalition gouvernementale formée entre la Coalition patriotique (DK) et Le Pont (Most) sous l'autorité du Premier ministre indépendant Tihomir Orešković.
La victoire revient à l'Union démocratique croate (HDZ), dont le président Tomislav Karamarko a été remplacé quelques semaines auparavant par le député européen Andrej Plenković. Elle devance ainsi la Coalition populaire (NK) de l'ex-chef de l'exécutif social-démocrate Zoran Milanović. Plenković parvient à s'assurer le soutien de Most et des minorités nationales, lui permettant de former son propre cabinet cinq semaines après la tenue des élections.

## Contexte
Au cours des élections législatives du 8 novembre 2015, la Coalition patriotique (DK), formée autour de l'Union démocratique croate (HDZ) de l'ancien ministre de l'Intérieur Tomislav Karamarko, arrive en tête avec 33,4 % des voix et 59 députés. Elle est suivie de La Croatie grandit (HR), constituée autour du Parti social-démocrate de Croatie (SDP) du Premier ministre Zoran Milanović, qui recueille 33,9 % des suffrages et 56 sièges. La troisième place est occupée par le parti centriste Pont des listes indépendantes (Most), qui obtient 13,5 % des voix et 19 parlementaires. En plus des huit mandats réservés aux minorités, cinq formations s'adjugent les neuf élus restant.
Le 23 décembre suivant, la DK et Most proposent de nommer l'indépendant Tihomir Orešković, entrepreneur domicilié au Canada, à la direction du gouvernement. Celui-ci bénéficiant du soutien d'une majorité de députés, il est chargé de former le nouvel exécutif par la présidente de la République Kolinda Grabar-Kitarović. Il présente son équipe de 21 ministres, dont six indépendants, le 22 janvier 2016 et remporte le vote de confiance par 83 voix favorables, 61 voix contre et cinq abstentions.
Dès le 28 janvier, il doit se séparer du ministre des Anciens combattants Miro Crnoja, à la suite de déclarations controversées et des révélations de fraude fiscale dans la presse. Le 15 juin, le premier vice-Premier ministre Tomislav Karamarko remet sa démission après que la commission de prévention des conflits d'intérêts a conclu qu'il se trouvait dans une telle situation quand il avait pris publiquement position dans un conflit juridique entre le gouvernement croate et la compagnie MOL. Le lendemain, alors que la HDZ a retiré son soutien à Orešković, le Parlement vote une motion de censure par 125 voix pour, 15 voix contre et deux abstentions.
Alors que l'Union démocratique propose de constituer un nouvel exécutif dirigé par le ministre des Finances Zdravko Marić, les députés adoptent le 20 juin une motion de dissolution de l'assemblée. Karamarko renonce le lendemain à la présidence de la HDZ, qui revient par intérim à Milijan Brkić. La dissolution du Parlement est effective le 15 juillet et la présidente convoque alors des élections législatives anticipées pour le 11 septembre.

## Système électoral

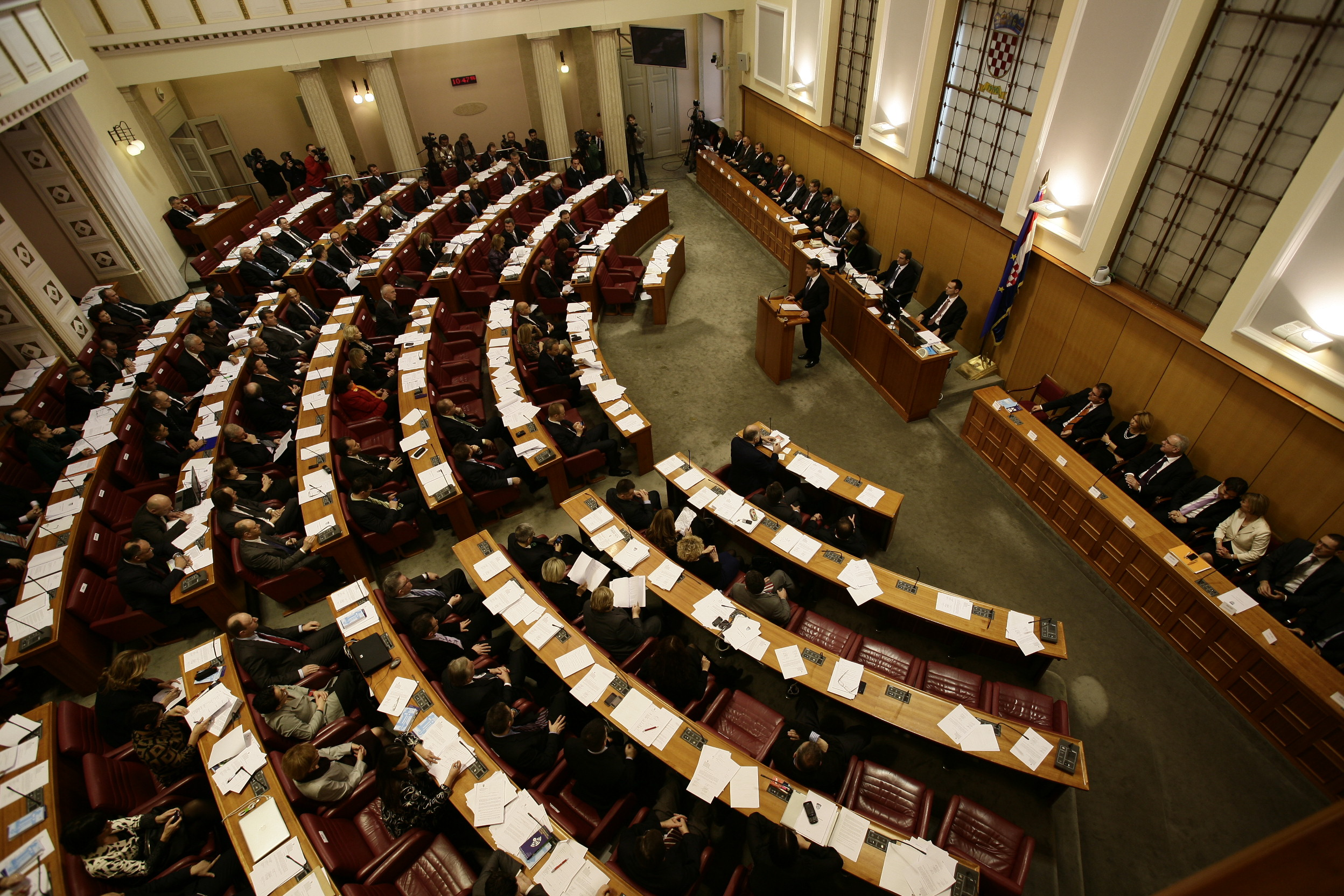
Salle des séances du Parlement.

Le Parlement de Croatie (en croate : Hrvatski sabor) est un parlement unicaméral doté de 151 sièges pourvus pour quatre ans au scrutin proportionnel plurinominal avec listes semi-bloquées et seuil électoral de 5 % dans 12 circonscriptions électorales.
Dix d'entre elles — comptant 14 sièges chacune — sont basées sur les limites des vingt comitats du pays et la capitale Zagreb, ajustées de manière à obtenir une répartition relativement uniforme des électeurs croates, un différentiel de plus ou moins 5 % étant tolérée d'une circonscription à l'autre. Trois autres sièges sont réservés à la diaspora croate, qui forme une onzième circonscription. Les huit sièges restants sont quant à eux réservés aux 22 minorités ethniques nationales reconnues par l'État croate, et sont à pourvoir au scrutin majoritaire dans une douzième circonscription qui se superpose aux dix premières et recouvre l'ensemble du pays.

### Modalités

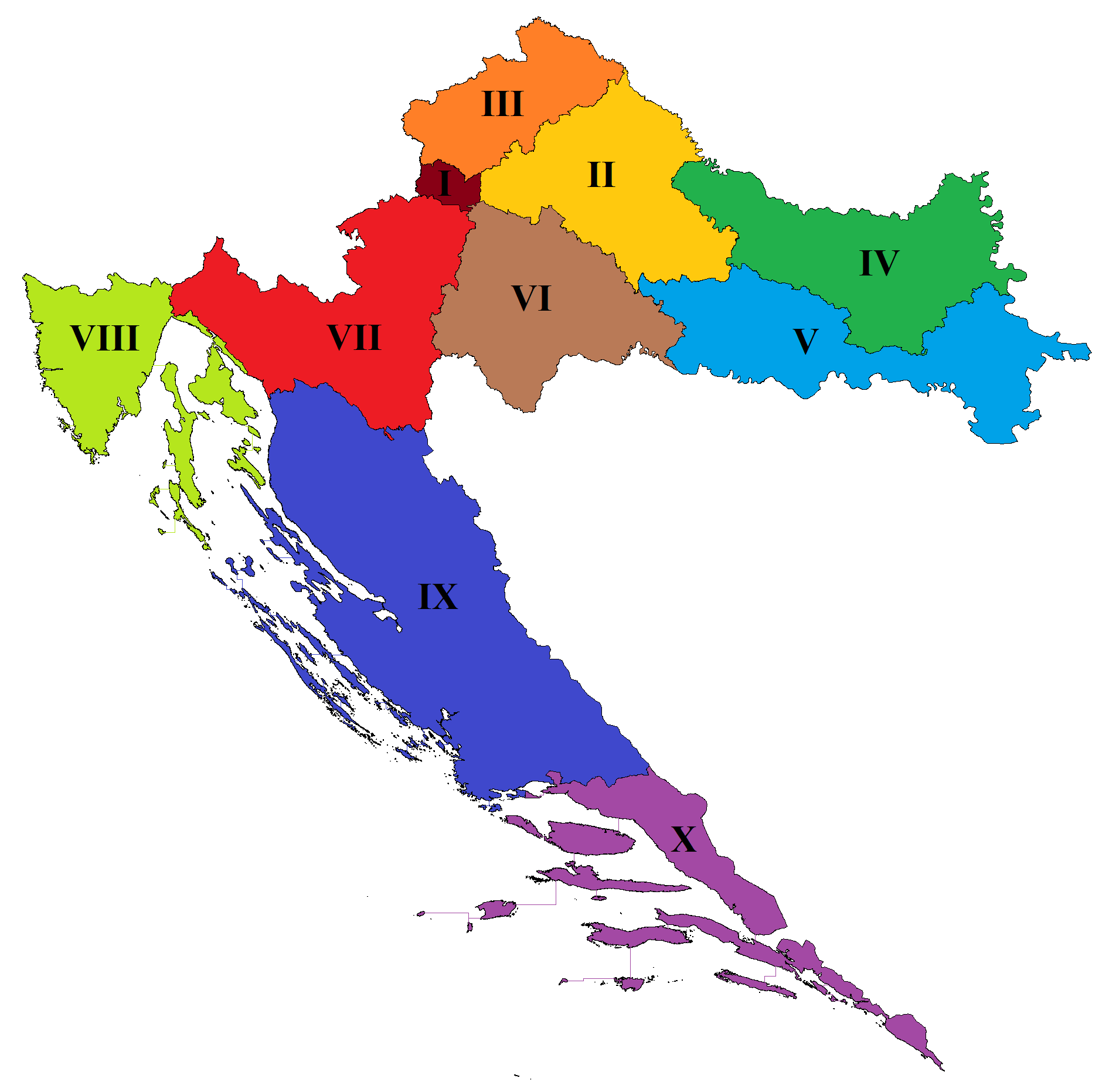
Les dix premières circonscriptions.

Bien que les listes soient normalement bloquées, les électeurs disposent de la possibilité d'effectuer une forme restreinte de vote préférentiel, en accordant une voix à un candidat figurant sur la liste pour laquelle ils votent. Cette mesure introduite en 2015 permet aux candidats ayant recueilli plus de 10 % du total des voix attribués à leur liste d'être placés en tête de liste, leur permettant ainsi d'obtenir en priorité un éventuel siège obtenu par leur parti. La place sur les listes des candidats dont le total des votes préférentiels n'a pas atteint ce quota de 10 % reste donc inchangée. Après décompte des voix, les sièges sont répartis dans chacune des 11 premières circonscriptions entre tous les partis ayant franchi le seuil électoral de 5 %. La répartition proportionnelle est faite à l'aide de la méthode d'Hondt.
Sur les huit sièges réservés aux minorités nationales, trois sont réservés pour les Serbes, un autre pour les Italiens, un pour les Hongrois, un pour les Tchèques et Slovaques, un pour les Albanais, Bosniaques, Macédoniens, Monténégrins et Slovènes, et un pour les Autrichiens, Bulgares, Allemands, Juifs, Polonais, Roms, Roumains, Ruthènes, Russes, Turcs, Ukrainiens et Valaques. Les sièges de la minorité serbe sont pourvus au scrutin majoritaire plurinominal : les électeurs votent pour trois candidats de leur choix à raison d'une seule voix par candidat. Pour les autres, le scrutin a lieu au scrutin uninominal majoritaire à un tour. Dans chacun de ces groupes, le ou les candidats ayant réuni le plus de voix sont par conséquent élus. L'appartenance des électeurs à une minorité nationale est enregistrée à leur naissance sur déclaration de leurs parents mais peut être modifiée par la suite, sauf dans les 14 jours précédant un scrutin. Les électeurs des minorités choisissent à leur entrée dans les bureaux de vote s'ils prennent part au scrutin en tant que membre de la circonscription ethnique unique, ou bien de celle ordinaire à laquelle est rattachée le bureau de vote. Ils ne peuvent voter pour les deux systèmes à la fois, ni les électeurs enregistrés comme Croates voter pour les listes réservées.

## Campagne

### Principales forces politiques
| Parti/coalition | Parti/coalition                                                                   | Chef de file     | Idéologie                                                          | Résultat en 2015           |
| --------------- | --------------------------------------------------------------------------------- | ---------------- | ------------------------------------------------------------------ | -------------------------- |
|                 | Union démocratique croate (HSLS, HDS, Hrast) Hrvatska demokratska zajednica (HDZ) | Andrej Plenković | Centre droit à droite Libéral-conservatisme, démocratie chrétienne | 34,6 % des voix 53 députés |
|                 | Coalition populaire (SDP, HNS, HSS, HSU) Narodna koalicija (NK)                   | Zoran Milanović  | Centre gauche Social-démocratie, social-libéralisme, agrarisme     | 33,8 % des voix 55 députés |
|                 | Le Pont Most nezavisnih lista (Most)                                              | Božo Petrov      | Centre droit Conservatisme fiscal, libéralisme, attrape-tout       | 13,7 % des voix 19 députés |

## Résultats
|                                                                   |                                                                   |                                                                   |                                                             |           |       |      |               |               |
| Parti/coalition                                                   | Parti/coalition                                                   | Parti/coalition                                                   | Parti/coalition                                             | Voix      | %     | +/-  | Sièges        | +/-           |
|                                                                   |                                                                   | Union démocratique croate (HDZ)                                   | Union démocratique croate (HDZ)                             | 695 804   | 36,56 | 1,92 | 58            | 9             |
|                                                                   | Parti social-libéral croate (HSLS)                                | Parti social-libéral croate (HSLS)                                | 1                                                           | 695 804   | 36,56 | 1,92 | 1             |               |
|                                                                   | Parti démocrate-chrétien croate (HDS)                             | Parti démocrate-chrétien croate (HDS)                             | 1                                                           | 695 804   | 36,56 | 1,92 | en stagnation |               |
|                                                                   | Croissance (Hrast)                                                | Croissance (Hrast)                                                | 1                                                           | 695 804   | 36,56 | 1,92 | en stagnation |               |
| Total Union démocratique croate (HDZ)                             | Total Union démocratique croate (HDZ)                             | Total Union démocratique croate (HDZ)                             | 61                                                          | 695 804   | 36,56 | 1,92 | 8             |               |
|                                                                   |                                                                   | Parti social-démocrate de Croatie (SDP)                           | Parti social-démocrate de Croatie (SDP)                     | 636 602   | 33,45 | 0,30 | 38            | 4             |
|                                                                   | Parti populaire croate - Démocrates libéraux (HNS)                | Parti populaire croate - Démocrates libéraux (HNS)                | 9                                                           | 636 602   | 33,45 | 0,30 | en stagnation |               |
|                                                                   | Parti paysan croate (HSS)                                         | Parti paysan croate (HSS)                                         | 5                                                           | 636 602   | 33,45 | 0,30 | 3             |               |
|                                                                   | Parti croate des retraités (HSU)                                  | Parti croate des retraités (HSU)                                  | 2                                                           | 636 602   | 33,45 | 0,30 | en stagnation |               |
| Coalition populaire (NK)                                          | Coalition populaire (NK)                                          | Coalition populaire (NK)                                          | 54                                                          | 636 602   | 33,45 | 0,30 | 1             |               |
|                                                                   | Le Pont des listes indépendantes (Most)                           | Le Pont des listes indépendantes (Most)                           | Le Pont des listes indépendantes (Most)                     | 186 626   | 9,81  | 3,83 | 13            | 6             |
|                                                                   |                                                                   | Bouclier humain (ZZ)                                              | Bouclier humain (ZZ)                                        | 117 208   | 6,16  | 1,90 | 6             | 5             |
|                                                                   | Changer la Croatie (PH)                                           | Changer la Croatie (PH)                                           | 2                                                           | 117 208   | 6,16  | 1,90 | 2             |               |
|                                                                   | Action de la jeunesse (AM)                                        | Action de la jeunesse (AM)                                        | 0                                                           | 117 208   | 6,16  | 1,90 | en stagnation |               |
|                                                                   | Alphabet de la démocratie (AD)                                    | Alphabet de la démocratie (AD)                                    | 0                                                           | 117 208   | 6,16  | 1,90 | en stagnation |               |
| Coalition de la seule option (KJO)                                | Coalition de la seule option (KJO)                                | Coalition de la seule option (KJO)                                | 8                                                           | 117 208   | 6,16  | 1,90 | 7             |               |
|                                                                   |                                                                   | Bandić Milan 365 (hr) (BM365-SRS)                                 | Bandić Milan 365 (hr) (BM365-SRS)                           | 76 054    | 4,00  | Sép  | 1             | 1             |
|                                                                   | Parti populaire - Les Réformistes (NS-R)                          | Parti populaire - Les Réformistes (NS-R)                          | 1                                                           | 76 054    | 4,00  | Sép  | en stagnation |               |
|                                                                   | Bloc des retraités ensemble (BUZ)                                 | Bloc des retraités ensemble (BUZ)                                 | 0                                                           | 76 054    | 4,00  | Sép  | 1             |               |
|                                                                   | Alliés                                                            | Alliés                                                            | 0                                                           | 76 054    | 4,00  | Sép  | en stagnation |               |
| Coalition pour le Premier ministre (KP)                           | Coalition pour le Premier ministre (KP)                           | Coalition pour le Premier ministre (KP)                           | 2                                                           | 76 054    | 4,00  | Sép  | 2             |               |
|                                                                   |                                                                   | Diète démocrate istrienne (IDS)                                   | Diète démocrate istrienne (IDS)                             | 43 180    | 2,27  | 0,37 | 3             | en stagnation |
|                                                                   | Alliance de Primorje-Gorski Kotar (PGS)                           | Alliance de Primorje-Gorski Kotar (PGS)                           | 0                                                           | 43 180    | 2,27  | 0,37 | en stagnation |               |
|                                                                   | Liste pour Rijeka (RI)                                            | Liste pour Rijeka (RI)                                            | 0                                                           | 43 180    | 2,27  | 0,37 | en stagnation |               |
| Coalition pour une Istrie plus forte (ČJIK)                       | Coalition pour une Istrie plus forte (ČJIK)                       | Coalition pour une Istrie plus forte (ČJIK)                       | 3                                                           | 43 180    | 2,27  | 0,37 | en stagnation |               |
|                                                                   |                                                                   | Intelligemment (Pametno)                                          | Intelligemment (Pametno)                                    | 38 812    | 2,04  | Nv   | 0             | en stagnation |
|                                                                   | Pour la Ville (ZG)                                                | Pour la Ville (ZG)                                                | 0                                                           | 38 812    | 2,04  | Nv   | en stagnation |               |
| Coalition Demi-tour pour la Croatie (OHK)                         | Coalition Demi-tour pour la Croatie (OHK)                         | Coalition Demi-tour pour la Croatie (OHK)                         | 0                                                           | 38 812    | 2,04  | Nv   | en stagnation |               |
|                                                                   |                                                                   | Alliance démocratique croate de Slavonie et Baranya (HDSSB)       | Alliance démocratique croate de Slavonie et Baranya (HDSSB) | 23 573    | 1,24  | 0,13 | 1             | 1             |
|                                                                   | Parti conservateur croate (HKS)                                   | Parti conservateur croate (HKS)                                   | 0                                                           | 23 573    | 1,24  | 0,13 | en stagnation |               |
| Total Alliance démocratique croate de Slavonie et Baranya (HDSSB) | Total Alliance démocratique croate de Slavonie et Baranya (HDSSB) | Total Alliance démocratique croate de Slavonie et Baranya (HDSSB) | 1                                                           | 23 573    | 1,24  | 0,13 | 1             |               |
|                                                                   |                                                                   | Parti démocratique indépendant serbe (SDSS)                       | Parti démocratique indépendant serbe (SDSS)                 | 3         | 3     | 3    | 3             | en stagnation |
|                                                                   | Union démocrate des hongrois de Croatie (HMDK)                    | Union démocrate des hongrois de Croatie (HMDK)                    | 1                                                           | 1         | 1     | 1    | 1             |               |
|                                                                   | Alliance des Roms de la république de Croatie (SRRH)              | Alliance des Roms de la république de Croatie (SRRH)              | 1                                                           | 1         | 1     | 1    | en stagnation |               |
|                                                                   | Union des Albanais (USH)                                          | Union des Albanais (USH)                                          | 1                                                           | 1         | 1     | 1    | en stagnation |               |
|                                                                   | Indépendants                                                      | Indépendants                                                      | 2                                                           | 2         | 2     | 2    | 1             |               |
| Minorités nationales                                              | Minorités nationales                                              | Minorités nationales                                              | 8                                                           | 8         | 8     | 8    | en stagnation |               |
|                                                                   | Autres                                                            | Autres                                                            | Autres                                                      | 85 371    | 4,49  | -    | 1             | 5             |
|                                                                   |                                                                   |                                                                   |                                                             |           |       |      |               |               |
| Suffrages exprimés                                                | Suffrages exprimés                                                | Suffrages exprimés                                                | Suffrages exprimés                                          | 1 903 230 | 98,08 |      |               |               |
| Votes blancs et invalides                                         | Votes blancs et invalides                                         | Votes blancs et invalides                                         | Votes blancs et invalides                                   | 37 166    | 1,92  |      |               |               |
| Total                                                             | Total                                                             | Total                                                             | Total                                                       | 1 940 396 | 100   | –    | 151           | en stagnation |
| Abstention                                                        | Abstention                                                        | Abstention                                                        | Abstention                                                  | 1 612 106 | 45,38 |      |               |               |
| Inscrits / participation                                          | Inscrits / participation                                          | Inscrits / participation                                          | Inscrits / participation                                    | 3 552 502 | 54,62 |      |               |               |